# Glasgow Prestwick Airport
Glasgow Prestwick Airport (skotsk gaeliska: Port-adhair Glaschu-Preastabhaig) (IATA: PIK, ICAO: EGPK) är en internationell flygplats som betjänar Glasgow. Flygplatsen är belägen 2 km nordost om staden Prestwick och 46 km sydväst om Glasgow. De senaste tio åren har passagerartrafiken på flygplatsen ökat rejält på grund av lågprisbolagens expansioner, särskilt från Ryanair som är det största flygbolaget på flygplatsen. Under 2008 hade flygplatsen över 2,4 miljoner passagerare.

## Marktransport
Trots att Prestwick Airport ligger längre bort från Glasgow än Glasgow International Airport, så har Prestwick Airport mycket goda kommunikationer till skillnad från många andra lågprisflygplatser.

### Järnväg
Glasgow Prestwick Airport är den enda flygplatsen i Skottland som har en egen järnvägsstation. Stationen är ansluten till terminalen, och plattformarna är lättillgängliga via trappor, rulltrappor och hissar.
Stationen betjänas av Glasgows pendeltåg på linjen Glasgow Central–Ayr. All pendeltågstrafik drivs av First ScotRail på uppdrag av Strathclyde Partnership of Transportation. Ett tåg i halvtimmen går i varje riktning, och en resa till Glasgow Central tar cirka 45 minuter. OBS! Tåg på linjen Glasgow–Ayr stannar ej mellan Kilwinning och Johnstone och heller inte mellan Paisley Glimour Street och Glasgow Central. Vartannat tåg stannar inte heller i Barrasie och (på vardagar) Newton-on-Ayr.

### Buss
Det går bussar mellan flygplatsen och Glasgow samt Ayr.